# Nubécourt
Nubécourt je francouzská obec v departementu Meuse v regionu Grand Est. Žije zde 249 obyvatel.

## Geografie

### Sousední obce
| Růžice kompasu |                        | Autrécourt-sur-Aire | Ippécourt              | Růžice kompasu |
| Růžice kompasu | Foucaucourt-sur-Thabas | Sever               | Saint-André-en-Barrois | Růžice kompasu |
| Růžice kompasu | Foucaucourt-sur-Thabas | Nubécourt           | Saint-André-en-Barrois | Růžice kompasu |
| Růžice kompasu | Foucaucourt-sur-Thabas | Jih                 | Saint-André-en-Barrois | Růžice kompasu |
| Růžice kompasu | Èvres                  | Pretz-en-Argonne    | Beausite               | Růžice kompasu |